# Ein Mann sieht rosa
Ein Mann sieht Rosa ist eine französische Filmkomödie aus dem Jahr 2001.

## Handlung
Im Leben des biederen Buchhalters François geht alles schief: Seine Frau hat ihn verlassen, sein halbwüchsiger Sohn möchte nichts mehr mit ihm zu tun haben und nun soll ihm auch noch gekündigt werden. Aus lauter Verzweiflung möchte er sich deshalb vom Balkon seines Wohnhauses stürzen. Sein neuer Nachbar Belone kann ihn gerade noch davon abhalten und kommt mit einer genialen Idee, um seinen Job zu retten. François soll in der Firma so tun, als ob er schwul sei, der Chef werde Skrupel haben, ihm zu kündigen.
Sie verbreiten also in der Firma ein paar Fotomontagen, auf denen François in einer Schwulenbar halbnackt zu erkennen ist. Der Plan geht auf, sein Chef nimmt die Kündigung wieder zurück, da die Firma unter anderem Kondome herstellt und er Angst hat, schwule Kunden zu verlieren.
Durch seinen Trick zieht François immer mehr Interesse in der Firma auf sich und sogar seine Frau und sein Sohn nehmen wieder Kontakt zu ihm auf. Auch sein als Schwulenhasser und Macho verschriener Kollege Santini versucht, sich mit ihm gutzustellen, denn er hat Angst um seinen eigenen Job.
Durch sein „neues Ich“ bekommt François immer mehr Selbstvertrauen und wird so für seine Vorgesetzte Mademoiselle Bertrand interessant. Schließlich kommt es dazu, dass die beiden Sex in der Firma haben, wobei sie vom Firmenchef und einer japanischen Delegation beobachtet werden. Dadurch fliegt der Schwindel auf und François will seine Koffer packen. Der Chef möchte ihn jedoch auf keinen Fall gehen lassen, weil er so mutige und gewitzte Mitarbeiter brauche.

## Kritik
„Subtile französische Gesellschaftskomödie mit großem Staraufgebot, die die Homosexualität nie ins Lächerliche zieht; freilich kann sie sich nicht entscheiden, ob sie die Probleme des vermeintlich Homosexuellen oder die fast zum Kult erhobene neue Liberalität ins Zentrum rücken soll.“

„Dies ist eine wunderbare Komödie um übertriebene Vorurteile und korrektes Verhalten. Hier werden zwar einige Klischees dargestellt, aber nur, um gleich wieder ironisch auf die Schippe genommen zu werden. Brillant agierende Darsteller, witzige Dialoge und eine Menge idiotisch-spaßiger Situationskomik sorgen für allerbeste Unterhaltung. Mit diesem Werk hat Francis Veber nach der Erfolgskomödie "Der große Blonde mit dem schwarzen Schuh" wieder einmal einen Hit gelandet.“

Die Deutsche Film- und Medienbewertung FBW in Wiesbaden verlieh dem Film das Prädikat „besonders wertvoll“.

## Synchronisation
| Rolle               | Darsteller           | Synchronsprecher |
| François Pignon     | Daniel Auteuil       | Bernd Vollbrecht |
| Belone, der Nachbar | Michel Aumont        | Gerhard Paul     |
| Félix Santini       | Gérard Depardieu     | Manfred Lehmann  |
| Christine           | Alexandra Vandernoot | Arianne Borbach  |
| Guillaume           | Thierry Lhermitte    | Frank Glaubrecht |
| Direktor Kopel      | Jean Rochefort       | Lothar Blumhagen |